# Callum McManaman
Pour les articles homonymes, voir McManaman.
Callum Henry McManaman, né le 25 avril 1991 à Huyton, est un footballeur anglais qui évolue au poste de milieu de terrain au Wigan Athletic.

## Biographie
Le 17 mars 2013, alors que Wigan affronte Newcastle United, le jeune joueur blesse gravement Massadio Haïdara en taclant au niveau du genou sans que l'arbitre ne s'en aperçoive. Alors qu'il encourt une longue suspension après le visionnage de la vidéo, la Fédération anglaise de football indique, par le biais d'un communiqué, qu'elle ne le sanctionnera pas car il a été convenu que depuis cette saison, aucun incident non sanctionné pendant la rencontre ne sera sujet à une suspension a posteriori.
Le 28 janvier 2015, il rejoint West Bromwich Albion pour un contrat d'une durée de trois ans et demi. Il est la première signature effectuée sous Tony Pulis, le nouveau coach des Baggies, arrivé le 1er janvier.
Le 31 août 2017, il signe un contrat de deux ans avec le Sunderland AFC.
Le 20 juillet 2018, McManaman s'engage pour un an à Wigan Athletic, son ancien club.
Le 4 juin 2019, il signe à Luton Town, promu en deuxième division, le transfert prenant effet le 1er juillet suivant à l'issue de son contrat avec Wigan.
Le 9 juillet 2021, il rejoint Tranmere Rovers.
Le 30 juin 2023, il rejoint Wigan Athletic.

## Statistiques
| Saison                | Club                  | Championnat           | Championnat | Championnat | Coupe(s) nationale(s) | Coupe(s) nationale(s) | Compétition(s) continentale(s) | Compétition(s) continentale(s) | Compétition(s) continentale(s) | Total | Total |
| Saison                | Club                  | Division              | M.          | B.          | M.                    | B.                    | Comp.                          | M.                             | B.                             | M.    | B.    |
| 2008-2009             | Wigan Athletic        | Premier League        | 1           | 0           | 0                     | 0                     | -                              | -                              | -                              | 1     | 0     |
| 2009-2010             | Wigan Athletic        | Premier League        | -           | -           | -                     | -                     | -                              | -                              | -                              | 0     | 0     |
| 2010-2011             | Wigan Athletic        | Premier League        | 3           | 0           | 4                     | 1                     | -                              | -                              | -                              | 7     | 1     |
| 2011-2012             | Wigan Athletic        | Premier League        | 2           | 0           | 2                     | 1                     | -                              | -                              | -                              | 4     | 1     |
| Sous-total            | Sous-total            | Sous-total            | 6           | 0           | 6                     | 1                     | -                              | -                              | -                              | 12    | 1     |
| 2011-2012             | Blackpool             | Championship          | 14          | 2           | 0                     | 0                     | -                              | -                              | -                              | 14    | 2     |
| Sous-total            | Sous-total            | Sous-total            | 14          | 2           | 0                     | 0                     | -                              | -                              | -                              | 14    | 2     |
| 2012-2013             | Wigan Athletic        | Premier League        | 20          | 2           | 10                    | 4                     | -                              | -                              | -                              | 30    | 6     |
| Sous-total            | Sous-total            | Sous-total            | 20          | 2           | 10                    | 4                     | -                              | -                              | -                              | 30    | 6     |
| Total sur la carrière | Total sur la carrière | Total sur la carrière | 40          | 4           | 16                    | 6                     | -                              | -                              | -                              | 56    | 10    |

## Palmarès
- Wigan Athletic
  - Vainqueur de la Coupe d'Angleterre en 2013.